# Гулин, Олег Аркадьевич
Оле́г Арка́дьевич Гулин (род. 14 ноября 1934) — советский футболист, полузащитник.
В командах мастеров дебютировал в составе ленинградского «Адмиралтейца» 25 июля 1958 года в домашнем матче чемпионата СССР против ЦСКА (0:3). Провёл в том сезоне ещё пять матчей. В 1959 году в классе «Б» в 17 играх забил два мяча. В 1960—1961 годах был в составе «Динамо» Ленинград. В 1963—1964 годах играл за «Металлург» Череповец в классе «Б».